# Farges-en-Septaine

Farges-en-Septaine este o comună în departamentul Cher, Franța. În 1 ianuarie 2022 avea o populație de 1.014 de locuitori.